# 新加坡民航局
新加坡民航局（英語：Civil Aviation Authority of Singapore, CAAS），是新加坡的民用航空管理部門，為隸屬交通部的法定機構，負責管理該國的民用航空事務、維持機場營運效率、代表政府簽定民航協定等職責。總部位於樟宜機場2號航廈。